# Guillo Espel
Guillo Espel (* 31. Juli 1959 in Buenos Aires) ist ein argentinischer Komponist und Gitarrist.

## Leben und Wirken
Espel studierte am Instituto J. Brahms Musiktheorie und Gitarre und nahm Kompositionsunterricht bei Manolo Juárez und Lito Valle. Daneben befasste er sich auch mit Unterhaltungsmusik. ("música popular"). Von 1989 bis 1992 war er Vizepräsident der Nueva Generación de Compositores Argentinos. Er arbeitete wissenschaftlich auf dem Gebiet der argentinischen musikalischen Folklore und unterrichtet Komposition und Instrumentation am Städtischen Konservatorium von Buenos Aires.
Als Komponist klassischer Musik wurde Espel mehrfach ausgezeichnet, so mit dem Premio Juan Carlos Paz (1996 und 1999) für Kammermusik, dem Premio en Composición Orquestal (1995) und dem Premio Nacional de Música der Secretaría de Cultura de La Nación. Als Komponist von Filmmusik erhielt er 1990 den ersten Preis beim Filmfestival Pittsburg Das Orquesta Sinfónica Nacional spielte 2000 unter Leitung von Javier Logioa Orbe die Uraufführung seiner Variación sobre un tema de Waldo de los Ríos für Marimba und Orchester und 2003 unter Leitung von Andrés Spiller die Siluetas Blancas für Charanga und Orchester. Das Werk Luz Que Mece Un Grillo, Y La Luna für Perkussionsquartett und Sinfonieorchester wurde 2004 vom Orquesta Nacional Juan de Dios Filiberto unter Daniel Bozzani uraufgeführt. International fanden Aufführungen seiner Werke u. a. in vielen lateinamerikanischen Staat, den USA, Europa und Taiwan statt. 2008 nahm Anna Netrebko mit den Prager Philharmonikern La Rosa y el Sauce (nach Carlos Guastavino) für die Deutsche Grammophon auf.
Als Mitglied der Folkloregruppe La Posta trat Espel u. a. im Teatro Colón, dem Teatro Nacional Cervantes, dem Teatro Presidente Alvear, dem Teatro Municipal Gral. San Martín und im Teatro Astral auf. Seit 2003 leitet er ein eigenes Quartett mit Alejandro Guerschberg (Bandoneon), Oscar Abrieu Roca (Vibraphon) und Alfredo Zuccarelli (Cello), mit dem er bislang zwei CDs aufnahm. 2009 wurde die Gruppe für den Premio Gardel nominiert. Als Gitarrist, Arrangeur und Produzent arbeitete er mit Musikern und Textdichtern wie Darío Volonté, Jairo, Teresa Parodi, Antonio Agri, Manolo Juárez, Eduardo Lagos, David Lebón, Oscar Cardozo Ocampo, Litto Nebbia, Susanna Moncayo, Roberto „Fats“ Fernández, Bernardo Baraj, Jorge Fandermole, Domingo Cura, Hamlet Lima Quintana, Oscar Alem, Elvio Romero, Jorge Marziali, Chany Suárez, María José Albaya und Leticia Daneri zusammen.

## Werke
- Osergered o las Migas de Pan für Querflöte, 1987
- Clustertopos für Flöte, Klarinette und Horn, 1988
- Marea Coya für Sinfonieorchester, 1992
- Prismas I für zwei Flöten, 1993
- Sin Caja für Klavier, 1994
- Casi Una Trunca für Marimba und Flöte, 1995
- Ritual y Su Metáfora für Marimba, 1995
- Quijote en la Puna für Marimba und Violine, 1995
- Prismas II. für Streichorchester, 1996
- Prismas III. für Flöte, Klarinette und Streichquartett, 1996
- 16 + 16 + 1 (x 4) für Perkussionsquartett, 1997
- Pacto Manco für Soloperkussion, 1998
- Brumas (cuatro variaciones breves sobre un tema de Haydn) für Flöte, Klarinette und Cello, 1999
- La Interrumpida für Klavier und Vibraphon, 1999
- Variación sobre un Tema de Waldo de los Ríos für Marimba und Streichorchester, 1996–2000
- Rodillas al Piso für Perkussionsquartett, 2000
- En Serie für Violine solo, 2000
- Luz Que Mece Un Grillo, Y La Luna für Perkussionsquartett und Sinfonieorchester, 2001
- Otra Latitud für Klavier, Violine und Cello, 2002
- Siluetas Blancas für Charango und Sinfonieorchester, 2003
- Fantasía für Marimba solo, 2004
- Prismas IV für Klavier, Cello, Violine, Klarinette und Flöte, 2004
- Prismas V für Klavier, Cello, Violine, Klarinette und Flöte, 2004
- Ojos de Vidrio für Posaune und Perkussion, 2005
- Latitudes für Quena, Soloviolinisten und Sinfonieorchester, 2005
- Tango (Text von Santiago Espel) für Marimba und Mezzosopran, 2007
- Sensors (Text von Santiago Espel) für Marimba und Mezzosopran, 2007
- Ella vistió bermellón sin rímel für Kammerensemble, 2009